# ヨハン・バプティスト・エマニュエル・ポール

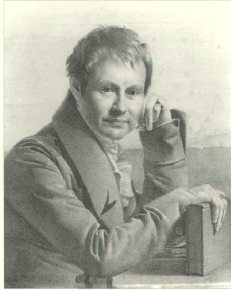
Johann Pohl (1782–1834)

ヨハン・バプティスト・エマニュエル・ポール（Johann Baptist Emanuel Pohl、1782年2月22日 - 1834年5月22日）はオーストリアの植物学者、昆虫学者、地質学者、医師である。ブラジルの博物学遠征に参加し多くの標本を集めた。

## 生涯
現在はチェコのチェスカ・カメニチェ（Česká Kamenice）に生まれた。ボレティツェ・ナト・ラベム（Boletice nad Labem）で育ち、プラハで医学を学んだ。短い間、大学で教えた後、ナーホト（Náchod）やプラハの軍の病院で働いた。大学で教えていた時代に、キンスキー家の王女の集めた博物学コレクションの学芸員を務め、"Expositio generalis anatomica organi auditus per classes animalium"と"Systematischer Überblick der Reihenfolge der einfachen Fossilien"などの著書を執筆した。
博物学の広い分野で活躍し、神聖ローマ皇帝フランツ2世の皇女、マリア・レオポルディナ・デ・アウストリアがブラジル皇帝ペドロ1世と結婚したのを機に行われた、1817年からのオーストリアのブラジル探検に参加した。この探検にはヨハン・ミカン（Johann Christian Mikan）、フォン・マルティウス（Carl Friedrich Philipp von Martius）、ジュゼッペ・ラッディ（Giuseppe Raddi）らの10人以上の博物学者が参加し、1836年まで続けられた。ミカンがヨーロッパに戻った後、植物部門の責任者となり1821年までブラジルに留まり、リオデジャネイロ、ミナスジェライス州、ゴイアス州、バイーア州などを探検した。帰国後は、ウィーン自然委員会（Wiener Hof-Naturalien-Cabinet）の学芸員を務め、ブラジルの植物に関する著作、"Reise im Innern von Brasilien sowie die botanischen Studien Plantarum Brasilliae icones et descriptiones hactenus ineditae"を執筆した。

## 著作
- Adumbrationes plantarum juxta exemplaria naturalia. 1804
- Tentamen florae Bohemiae. 1809-1814
- Plantarum Brasilliae icones et descriptiones hactenus ineditae. 1826–1833
- Reise im Inneren von Brasilien. 1832–1837